# 11201 Talich
11201 Talich è un asteroide della fascia principale. Scoperto nel 1999, presenta un'orbita caratterizzata da un semiasse maggiore pari a 2,8397221 UA e da un'eccentricità di 0,0663884, inclinata di 0,92345° rispetto all'eclittica.